# Peugeot 301 (1932)
El Peugeot 301 es un automóvil del segmento D con motor de cuatro cilindros, que fue fabricado por Peugeot entre 1932 y 1936. Fue un reemplazo tardío para el Peugeot Type 177, un modelo que se había dejado de fabricar en 1929: el 301 por consiguiente, puede también ser visto como un retorno de Peugeot a un segmento de mercado que había dejado en los últimos años a otros fabricantes de automóviles. Con un aspecto mucho más moderno, el Peugeot 302, presentado en 1936, reemplazó al 301.